# 平島正登
平島 正登(ひらしま まさと、1936年11月12日 - )は、福岡県出身の元ラグビー選手。元ラグビー日本代表選手。主なポジションはスタンドオフ(SO)。

## 来歴
福岡県出身。中学時代からラグビーを始め、1955年福岡県立修猷館高等学校を経て、1959年慶應義塾大学法学部政治学科を卒業。慶大在学中はラグビー部に所属し、「オール慶應」メンバーにも選ばれている。
1959年横河電機製作所（現・横河電機）に入社。同社ラグビー部に所属し、同年にラグビー日本代表メンバーに選出され、同年9月27日に花園ラグビー場で開催された、オックスフォード・ケンブリッジ大学連合第1回来日第6戦に出場した。
横河電機において、1981年青梅工場長、1984年人事部長、1987年情報システム部門長を歴任し、1990年横河パイオニックス専務取締役、1992年ツーリストプラザ・ヨコガワ代表取締役社長に就任する。
社会人ラグビー現役引退後は、40歳以上の参加者で構成するラグビークラブである「不惑倶楽部」に参加し、2003年から2009年まで理事長を務めている。